# Richard Hejll
Carl Richard Hejll, född 16 oktober 1889 i Landskrona församling Malmöhus län, död 25 december 1963 i Raus församling, Malmöhus län, var en svensk översättare och kulturkritisk skriftställare som 1933 tog öppen ställning för nationalsocialismen. Han fortsatte livet ut att vara Hitlerbeundrare och förintelseförnekare. 

## Liv och verk
Efter kandidatexamen vid Lunds universitet 1913 fortsatte Richard Hejll att studera för licentiatexamen men avbröt sina studier. Istället kom han att ägna sig åt författarskap och översättande.
Hejll uppges ha varit socialist och arbetarvän fram till 1912. Därefter gick han i värdekonservativ, nationalistisk och högerradikal riktning. 1915 publicerades hans första bok i vilken hans högeridéer redan är långt utvecklade. Efter andra världskriget publicerade han tidskriften Den enskilde: tidskrift för de ensamma (1945-1962) i vilken han fortsatte att försvara nazistiska ståndpunkter.
Under perioden 1916-1934 var Hejll även verksam som översättare av filosofisk litteratur.